# Баргув
Баргув (пол. Bargów) — село в Польщі, у гміні Тожим Суленцинського повіту Любуського воєводства.
Населення — 60 осіб (2011).
У 1975-1998 роках село належало до Зеленогурського воєводства.

## Демографія
Демографічна структура станом на 31 березня 2011 року:
|          | Загалом | Допрацездатний вік | Працездатний вік | Постпрацездатний вік |
| -------- | ------- | ------------------ | ---------------- | -------------------- |
| Чоловіки | 29      | 7                  | 20               | 2                    |
| Жінки    | 31      | 4                  | 16               | 11                   |
| Разом    | 60      | 11                 | 36               | 13                   |